# Championnats d'Europe de natation en petit bassin 2021
Navigation
Édition 2019 Édition 2023
La 25e édition des Championnats d'Europe de natation en petit bassin se déroule du 2 au 7 novembre 2021 à Kazan en Russie.

## Podiums

### Hommes
| Épreuves            | Or | Argent | Bronze |
| ------------------- | --- | --- | --- |
| Nage libre          | | | |
| 50 m                | Szebasztián Szabó (HUN) 20 s 72 | Lorenzo Zazzeri (ITA) 20 s 84 | Pawel Juraszek (POL) 20 s 95 Vladimir Morozov (RUS) 20 s 95                                                                    |
| 100 m               | Kliment Kolesnikov (RUS) 45 s 58 | Alessandro Miressi (ITA) 45 s 84 | Vladislav Grinev (RUS) 46 s 06                                                                                                 |
| 200 m               | David Popovici (ROU) 1 min 42 s 12 | Luc Kroon (NED) 1 min 42 s 20 | Stan Pijnenburg (NED) 1 min 42 s 51                                                                                            |
| 400 m               | Luc Kroon (NED) 3 min 38 s 33 | Matteo Ciampi (ITA) 3 min 38 s 58 | Marco De Tullio (ITA) 3 min 38 s 80                                                                                            |
| 800 m               | Gregorio Paltrinieri (ITA) 7 min 27 s 94 CR | Florian Wellbrock (GER) 7 min 27 s 99 | Sven Schwarz (GER) 7 min 33 s 85                                                                                               |
| 1 500 m             | Florian Wellbrock (GER) 14 min 9 s 88 | Gregorio Paltrinieri (ITA) 14 min 13 s 07 | Sven Schwarz (GER) 14 min 26 s 24                                                                                              |
| Papillon            | | | |
| 50 m                | Szebasztián Szabó (HUN) 21 s 75 =WR | Matteo Rivolta (ITA) 22 s 14 | Thomas Ceccon (ITA) 22 s 24 |
| 100 m               | Szebasztián Szabó (HUN) 49 s 68 | Michele Lamberti (ITA) 49 s 79 | Jakub Majerski (POL) 49 s 86                                                                                                   |
| 200 m               | Alberto Razzetti (ITA) 1 min 50 s 24 | Kristóf Milák (HUN) 1 min 51 s 11 | Egor Pavlov (RUS) 1 min 51 s 81                                                                                                |
| Dos                 | | | |
| 50 m                | Kliment Kolesnikov (RUS) 22 s 47 CR | Michele Lamberti (ITA) 22 s 65 | Robert Glință (ROU) 22 s 74 |
| 100 m               | Kliment Kolesnikov (RUS) 49 s 13 | Robert Glință (ROU) 49 s 31 | Apostolos Christou (GRE) 49 s 87                                                                                               |
| 200 m               | Radoslaw Kawecki (POL) 1 min 48 s 46 | Lorenzo Mora (ITA) 1 min 49 s 73 | Michele Lamberti (ITA) 1 min 50 s 26                                                                                           |
| Brasse              | | | |
| 50 m                | Ilya Shymanovich (BLR) 25 s 25 =WR | Emre Sakçı (TUR) 25 s 39 | Nicolò Martinenghi (ITA) 25 s 54                                                                                               |
| 100 m               | Nicolò Martinenghi (ITA) 55 s 63 | Ilya Shymanovich (BLR) 55 s 77 | Arno Kamminga (NED) 55 s 79 |
| 200 m               | Ilya Shymanovich (BLR) 2 min 1 s 73 | Arno Kamminga (NED) 2 min 1 s 74 | Mikhail Dorinov (RUS) 2 min 2 s 7                                                                                              |
| 4 nages             | | | |
| 100 m               | Marco Orsi (ITA) 50 s 95 | Andreas Vazaios (GRE) 51 s 72 | Bernhard Reitshammer (AUT) 51 s 91                                                                                             |
| 200 m               | Andreas Vazaios (GRE) 1 min 51 s 70 | Thomas Ceccon (ITA) 1 min 52 s 49 | Alberto Razzetti (ITA) 1 min 52 s 75                                                                                           |
| 400 m               | Ilya Borodin (RUS) 3 min 58 s 83 WJR | Alberto Razzetti (ITA) 4 min 0 s 34 | Hubert Kós (HUN) 4 min 3 s 16                                                                                                  |
| Relais              | | | |
| 4 × 50 m nage libre | Pays-Bas Jesse Puts (21 s 10) Stan Pijnenburg (20 s 74) Kenzo Simons (20 s 59) Thom de Boer (20 s 46) 1 min 22 s 89                                                                       | Italie Alessandro Miressi (21 s 20) Thomas Ceccon (20 s 82) Lorenzo Zazzeri (20 s 24) Marco Orsi (20 s 66) 1 min 22 s 92                                                                   | Russie Vladimir Morozov (21 s 22) Vladislav Grinev (20 s 69) Evgeny Rylov (20 s 99) Kliment Kolesnikov (20 s 45) 1 min 23 s 35 |
| 4 × 50 m 4 nages    | Italie Michele Lamberti (22 s 62) Nicolo Martinenghi (25 s 14) Marco Orsi (22 s 17) Lorenzo Zazzeri (20 s 21) 1 min 30 s 14 WRLorenzo Mora Federico Poggio Thomas Ceccon Leonardo Deplano | Russie Kliment Kolesnikov (22 s 58) Oleg Kostin (25 s 51) Vladimir Morozov (22 s 18) Vladislav Grinev (20 s 52) 1 min 30 s 79Pavel Samusenko Danil Semyaninov Daniil Markov Sergey Fesikov | Pays-Bas Stan Pijnenburg (23 s 80) Arno Kamminga (25 s 48) Jesse Puts (22 s 56) Thom de Boer (20 s 32) 1 min 32 s 16           |

### Femmes
| Épreuves            | Or                                                                                      | Argent                                                                           | Bronze                                                                                       |
| ------------------- | --------------------------------------------------------------------------------------- | -------------------------------------------------------------------------------- | -------------------------------------------------------------------------------------------- |
| Nage libre          |                                                                                         |                                                                                  |                                                                                              |
| 50 m                | Sarah Sjöström (SWE) 23 s 12 CR                                                         | Katarzyna Wasick (POL) 23 s 49                                                   | Maria Kameneva (RUS) 23 s 72                                                                 |
| 100 m               | Sarah Sjöström (SWE) 51 s 26                                                            | Katarzyna Wasick (POL) 51 s 58                                                   | Marrit Steenbergen (NED) 51 s 92                                                             |
| 200 m               | Marrit Steenbergen (NED) 1 min 52 s 75                                                  | Barbora Seemanová (CZE) 1 min 53 s 58                                            | Katja Fain (SVN) 1 min 53 s 88                                                               |
| 400 m               | Anastassia Kirpitchnikova (RUS) 3 min 59 s 18                                           | Anna Egorova (RUS) 4 min 0 s 52                                                  | Isabel Marie Gose (GER) 4 min 1 s 37                                                         |
| 800 m               | Anastassia Kirpitchnikova (RUS) 8 min 4 s 65                                            | Simona Quadarella (ITA) 8 min 10 s 54                                            | Isabel Marie Gose (GER) 8 min 10 s 60                                                        |
| 1 500 m             | Anastassia Kirpitchnikova (RUS) 15 min 18 s 30                                          | Simona Quadarella (ITA) 15 min 34 s 16                                           | Martina Rita Caramignoli (ITA) 15 min 37 s 33                                                |
| Papillon            |                                                                                         |                                                                                  |                                                                                              |
| 50 m                | Sarah Sjöström (SWE) 24 s 50 CR                                                         | Maaike de Waard (NED) 24 s 97                                                    | Silvia Di Pietro (ITA) 25 s 09 Ánna Dountounáki (GRE) 25 s 09                                |
| 100 m               | Sarah Sjöström (SWE) 55 s 84                                                            | Ánna Dountounáki (GRE) 56 s 35 Anastasiya Shkurdai (BLR) 56 s 35                 | Pas de médaille décernée                                                                     |
| 200 m               | Svetlana Chimrova (RUS) 2 min 4 s 97                                                    | Helena Rosendahl Bach (DEN) 2 min 5 s 02                                         | Ilaria Bianchi (ITA) 2 min 5 s 43                                                            |
| Dos                 |                                                                                         |                                                                                  |                                                                                              |
| 50 m                | Kira Toussaint (NED) 25 s 79                                                            | Analia Pigrée (FRA) 26 s 08                                                      | Maaike de Waard (NED) 26 s 11                                                                |
| 100 m               | Kira Toussaint (NED) 55 s 76                                                            | Maaike de Waard (NED) 55 s 86                                                    | Analia Pigrée (FRA) 56 s 40                                                                  |
| 200 m               | Kira Toussaint (NED) 2 min 1 s 26                                                       | Margherita Panziera (ITA) 2 min 2 s 05                                           | Lena Grabowski (AUT) 2 min 4 s 74                                                            |
| Brasse              |                                                                                         |                                                                                  |                                                                                              |
| 50 m                | Arianna Castiglioni (ITA) 29 s 66                                                       | Benedetta Pilato (ITA) 29 s 75                                                   | Nika Godun (RUS) 29 s 80                                                                     |
| 100 m               | Martina Carraro (ITA) 1 min 4 s 01                                                      | Evgeniia Chikunova (RUS) 1 min 4 s 25 Eneli Jefimova (EST) 1 min 4 s 25          | Pas de médaille décernée                                                                     |
| 200 m               | Evgeniia Chikunova (RUS) 2 min 16 s 88 WJR                                              | Maria Temnikova (RUS) 2 min 18 s 45                                              | Francesca Fangio (ITA) 2 min 19 s 69                                                         |
| 4 nages             |                                                                                         |                                                                                  |                                                                                              |
| 100 m               | Alicja Tchórz (POL) 57 s 82                                                             | Maria Kameneva (RUS) 57 s 83                                                     | Sarah Sjöström (SWE) 58 s 05                                                                 |
| 200 m               | Anastasia Gorbenko (ISR) 2 min 5 s 17                                                   | Maria Ugolkova (SUI) 2 min 6 s 41                                                | Viktoriya Zeynep Güneş (TUR) 2 min 7 s 67                                                    |
| 400 m               | Viktoriya Zeynep Güneş (TUR) 4 min 30 s 45                                              | Anja Crevar (SRB) 4 min 30 s 47 Sara Franceschi (ITA) 4 min 30 s 47              | Pas de médaille décernée                                                                     |
| Relais              |                                                                                         |                                                                                  |                                                                                              |
| 4 × 50 m nage libre | Russie Rozaliya Nasretdinova Arina Surkova Maria Kameneva Daria Klepikova 1 min 34 s 92 | Pays-Bas Kim Busch Maaike de Waard Kira Toussaint Valerie van Roon 1 min 35 s 47 | Pologne Katarzyna Wasick Kornelia Fiedkiewicz Dominika Sztandera Alicja Tchórz 1 min 35 s 94 |
| 4 × 50 m 4 nages    | Russie Maria Kameneva Nika Godun Arina Surkova Daria Klepikova 1 min 44 s 19            | Suède Hanna Rosvall Emelie Fast Sara Junevik Sarah Sjöström 1 min 44 s 32        | Italie Silvia Scalia Arianna Castiglioni Elena Di Liddo Silvia Di Pietro 1 min 44 s 46       |

### Mixte
| Épreuves            | Or | Argent | Bronze |
| ------------------- | --- | --- | --- |
| Relais              | | | |
| 4 × 50 m nage libre | Pays-Bas Jesse Puts (21 s 06) Thom de Boer (20 s 55) Maaike de Waard (23 s 46) Kim Busch (23 s 86) 1 min 28 s 93Kenzo Simons Stan Pijnenburg Tamara van Vliet Valerie van Roon 1 min 28 s 93 | Italie Alessandro Miressi (21 s 33) Lorenzo Zazzeri (20 s 59) Silvia Di Pietro (23 s 48) Costanza Cocconcelli (24 s 00) 1 min 29 s 40Leonardo Deplano Filippo Megli Chiara Tarantino Russie Vladimir Morozov (21.30) Kliment Kolesnikov (20.78) Arina Surkova (23.91) Maria Kameneva (23.41) 1 min 29 s 40Pavel Samusenko Daniil Markov Rozaliya Nasretdinova | Non attribuée |
| 4 × 50 m 4 nages    | Pays-Bas Kira Toussaint (25 s 99) Arno Kamminga (25 s 54) Maaike de Waard (24 s 50) Thom de Boer (20 s 15) 1 min 36 s 18 CRKim Busch Jesse Puts                                              | Italie Michele Lamberti (22 s 72) Nicolò Martinenghi (25 s 13) Elena Di Liddo (25 s 09) Silvia Di Pietro (23 s 45) 1 min 36 s 39Matteo Rivolta Alessandro Pinzutti Costanza Cocconcelli Chiara Tarantino | Russie Kliment Kolesnikov (22.47) Oleg Kostin (25.58) Arina Surkova (24.88) Maria Kameneva (23.49) 1 min 36 s 42Pavel Samusenko Kirill Strelinkov Svetlana Chimrova Rozaliya Nasretdinova |

## Tableau des médailles

### Total
- Nation organisatrice

| Rang  | Nation      | Or | Argent | Bronze | Total |
| ----- | ----------- | -- | ------ | ------ | ----- |
| 1     | Russie      | 11 | 5      | 8      | 24    |
| 2     | Pays-Bas    | 8  | 5      | 5      | 18    |
| 3     | Italie      | 7  | 18     | 10     | 35    |
| 4     | Suède       | 4  | 1      | 1      | 6     |
| 5     | Hongrie     | 3  | 1      | 1      | 5     |
| 6     | Pologne     | 2  | 2      | 4      | 8     |
| 7     | Biélorussie | 2  | 2      | 0      | 4     |
| 8     | Grèce       | 1  | 2      | 2      | 5     |
| 9     | Allemagne   | 1  | 1      | 4      | 6     |
| 10    | Roumanie    | 1  | 1      | 1      | 3     |
| 10    | Turquie     | 1  | 1      | 1      | 3     |
| 12    | Israël      | 1  | 0      | 0      | 1     |
| 13    | France      | 0  | 1      | 1      | 2     |
| 14    | Tchéquie    | 0  | 1      | 0      | 1     |
| 14    | Danemark    | 0  | 1      | 0      | 1     |
| 14    | Estonie     | 0  | 1      | 0      | 1     |
| 14    | Serbie      | 0  | 1      | 0      | 1     |
| 14    | Suisse      | 0  | 1      | 0      | 1     |
| 19    | Autriche    | 0  | 0      | 2      | 2     |
| 19    | Slovénie    | 0  | 0      | 1      | 1     |
| Total | Total       | 42 | 45     | 41     | 128   |